# کیم تاییل
کیم تاییل (انگلیسی: Kim Thayil؛ زادهٔ ۴ سپتامبر ۱۹۶۰) موسیقی‌دان اهل ایالات متحده آمریکا است. وی از سال ۱۹۸۰ میلادی تاکنون مشغول فعالیت بوده است.